# Dolichopeza (Nesopeza) garuda
Dolichopeza (Nesopeza) garuda is een tweevleugelige uit de familie langpootmuggen (Tipulidae). De soort komt voor in het Oriëntaals gebied.